# Leon Orłowski

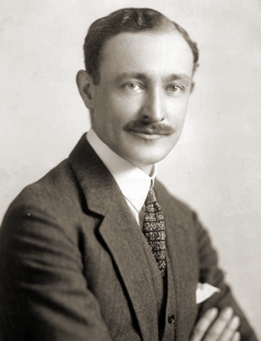
Leon Orłowski

Leon Orłowski  (* 22. März 1891 in Tatary, Kreis Włocławek, Kongresspolen; †  19. März 1976 in Rabka-Zdrój) war ein polnischer Diplomat.

## Leben
Leon Orłowski war im Ersten Weltkrieg von 1914 bis 1917 Soldat in der russischen Armee. Seit der Staatsgründung Polens war er im polnischen Außenministerium beschäftigt und durchlief die diplomatische Laufbahn mit Stationen in New York, Pittsburgh (1924) und in der Botschaft in Washington, D.C. Von 1932 bis 1936 war er Botschaftsrat in London. Im Jahr 1936 wurde er polnischer Botschafter in Budapest. Zu den wenigen Erfolgen der polnischen Außenpolitik gehörte die gemeinsame Grenze zu Ungarn, die sich dadurch ergab, dass Polen im März 1939 die Okkupation der Karpatoukraine durch Ungarn förderte.
Orłowski blieb auch nach dem deutschen Überfall auf Polen und der Okkupation Polens durch das Deutsche Reich und die Sowjetunion Ende September 1939 in Budapest und half den aus Polen Geflüchteten. Das Horthy-Regime demonstrierte damit seine partielle außenpolitische Unabhängigkeit vom Deutschen Reich. Orłowski emigrierte 1941 über Umwege in die USA und ging bei Kriegsende nicht in die Volksrepublik Polen zurück. Er arbeitete Anfang der 1950er Jahre für den United Nations International Children’s Emergency Fund und veröffentlichte Beiträge in der Emigrantenzeitschrift Kultura. In späteren Jahren schrieb er über die Korrespondenz des Schriftstellers Władysław Reymont. 1973 kehrte er nach Krakau zurück.

## Schriften (Auswahl)
- Wspomnienia z Budapesztu, in: Kultura, Heft 10, 1952
- O polityce.  Instytut Polski i Muzeum Sikorskiego. London, Orbis 1967